# Parfait de foie gras

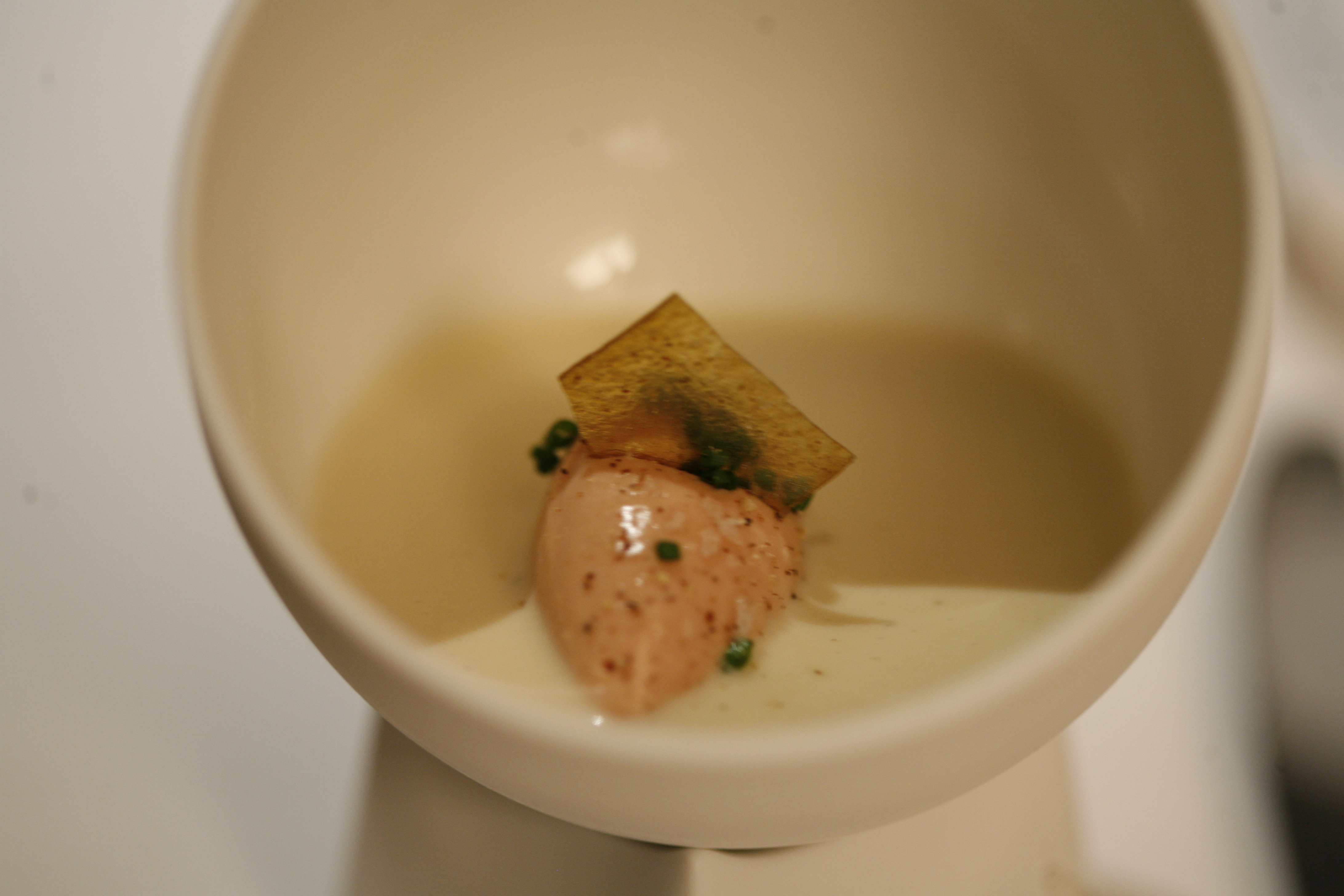
Parfait von Foie Gras mit Wachtelgelee dekoriert, in Langustinencreme

Parfait de Foie Gras ist in der Küchensprache eine Bezeichnung für mehrere Zubereitungsarten, die sich deutlich voneinander unterscheiden.
Früher war ein Foie-gras-Parfait eine Mousse aus Foie gras in Gelee. Heutzutage kann es auch eine ganze Foie Gras sein, zum Beispiel gespickt mit Trüffeln, pochiert in einer Madeira-Sülze, abgekühlt und in Gelee serviert. Oder eine, mit oder ohne Trüffel, aus kleinen Stücken wiederzusammengefügte Leber (früher als „Bloc de Foie Gras“ bezeichnet).
Weitere Zubereitungsarten von Leberparfaits: Nach dem Kochen werden abgekühlte Geflügellebern mit weicher Butter püriert, sodass man einen cremigen Aufstrich erhält,  der reichhaltiger und dichter ist als eine herkömmliche Lebermousse. Zutaten wie aromatische Gemüse (wie Trüffel), Kräuter und Gewürze, Spirituosen und Sahne können hinzugefügt werden. Leberparfaits sind weniger verderblich als Lebermousse, da sie kein rohes Eiweiß enthalten. Sie werden als Vorspeise serviert, in kleinen Förmchen mit Brot oder als Canapé aufdressiert.
Der berühmte französische Auguste Escoffier bemerkte 1921, dass die Herstellung der Leberparfaits besser einer guten Manufaktur überlassen werden sollte, da bei aller angewandten Sorgfalt man deren Qualität nicht erzielen könne.